# Jupiter (Floride)
Pour les articles homonymes, voir Jupiter.
Pour la ville située dans le même État, voir Jupiter Island.
La ville de Jupiter est située dans le comté de Palm Beach, dans l’État de Floride, aux États-Unis. Sa population s’élevait à 55 156 habitants lors du recensement de 2010, estimée à 63 813 habitants en 2016. C’est la localité la plus septentrionale du comté.
Cette ville côtière a un développement plus lent que d'autres stations balnéaires du littoral. Mais les progrès rapides d'une urbanisation tentaculaire menacent de l'intégrer à la mégalopole qui s'est peu à peu développée autour de Fort Lauderdale et de Miami.

## Démographie
| 1930 | 1940 | 1950 | 1960  | 1970  | 1980  |
| ---- | ---- | ---- | ----- | ----- | ----- |
| 176  | 215  | 313  | 1 058 | 3 136 | 9 868 |

| 1990   | 2000   | 2010   | - | - | - |
| ------ | ------ | ------ | - | - | - |
| 24 986 | 39 328 | 55 156 | - | - | - |

## Théâtre
L'enfant le plus célèbre de la ville, l'acteur Burt Reynolds, créa le fameux Jupiter Theatre, où se produisirent des vedettes comme Rich Little, Tony Bennett et Carol Channing.

## Dans la culture populaire
En 2014, l'action de la quatrième saison de la série télévisée American Horror Story se déroule à Jupiter.

### Personnalités liées à la commune
- Burt Reynolds (1936-2018), acteur, décédé à Jupiter, où il a vécu.
- Dara Torres (1967-), championne olympique de natation née à Jupiter.
- Dillion Harper (1991-), actrice pornographique née à Jupiter.
- Chuck Daly (1930-2009), Joueur puis entraineur de basket-ball y est décédé.

## Source
- (en) Cet article est partiellement ou en totalité issu de l’article de Wikipédia en anglais intitulé « Jupiter, Florida » (voir la liste des auteurs).